# Hedyotis yangchunensis
Hedyotis yangchunensis är en måreväxtart som beskrevs av Wan Chang Ko och Zhang. Hedyotis yangchunensis ingår i släktet Hedyotis och familjen måreväxter. Inga underarter finns listade i Catalogue of Life.